# Casa Roja (Islas Salomón)
Red House, ubicada en Vavaya Ridge en Honiara, es la residencia oficial del primer ministro de las Islas Salomón. La residencia es un edificio de madera de un solo piso sobre pilotes. El nombre de la casa es en referencia al techo de color rojo.

## Historia
La casa fue construida en la década de 1950 para el entonces Secretario de Finanzas colonial y más tarde Ministro Principal de las Islas Salomón británicas, luego se convirtió en la residencia del primer ministro en 1978. Antes de la reocupación, se utilizó como residencia para el presidente del Parlamento Nacional de las Islas Salomón después de las últimas renovaciones en 2010.

## Planes de Demolición y Reversiones
En octubre de 2011, el gobierno de la Coalición Nacional para la Reforma y el Avance del ex primer ministro Danny Philip anunció planes para demoler "Red House" y construir una nueva residencia para el primer ministro. La oposición, dirigida por Derek Sikua, condenó el anuncio y señaló que se habían completado $ 4 millones en renovaciones en Red House desde agosto de 2010.
En noviembre de 2011, el recién elegido primer ministro Gordon Darcy Lilo revirtió los planes del gobierno anterior, anunciando que se mudaría a Red House desde su residencia en el Honiara Hotel, citando la necesidad de gastar menos dinero de los contribuyentes en el alquiler de hoteles o casas para los funcionarios electorales. "Me gustaría informar a la gente de las Islas Salomón de que el Primer Ministro se mudará de nuevo a la Casa Roja tan pronto como se complete una reparación menor en la residencia ... No tengo la intención de residir en ningún otro lugar, y deseo decirle a la gente que este primer ministro se mudará a la Casa Roja en cuestión de días". Lilo dijo que se instalaría tan pronto como se instalaran reparaciones menores, como nuevas cerraduras.